# Bringefossen

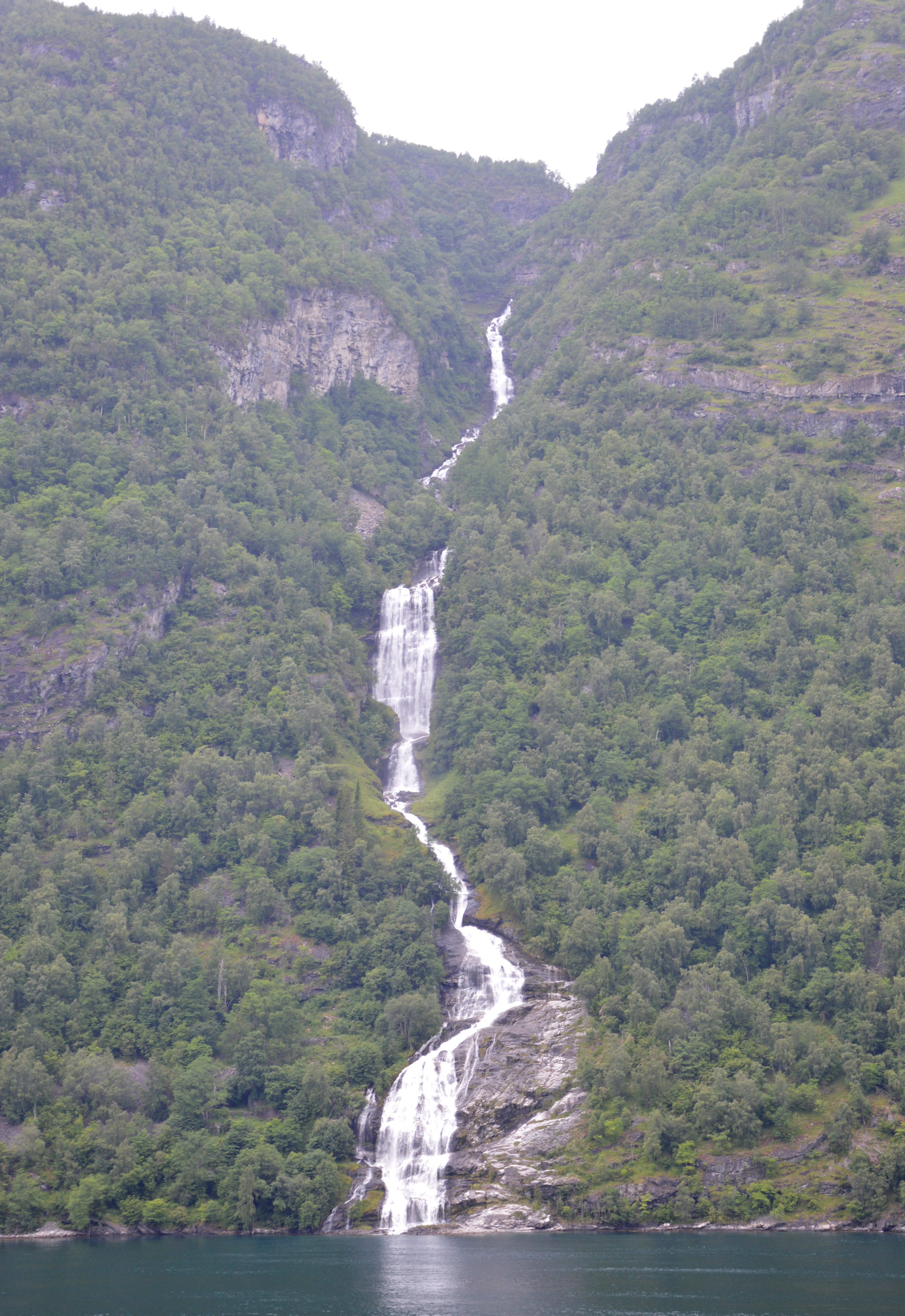
Bringefossen, 2017

Der Bringefossen, auch als Gomsdalsfossen bezeichnet, ist ein Wasserfall im Geirangerfjord in der norwegischen Gemeinde Stranda in der Provinz Møre og Romsdal.
Er befindet sich auf der Nordseite des Fjords und wird vom Gebirgsbach Bringeelva gebildet. Er fällt auf einer Strecke von etwa 460 Metern über einen Höhenunterschied von 420 Meter bei einer Neigung von 43 Grad in den Fjord hinab. Die durchschnittliche Breite des Wasserfalls beträgt 12 Meter. Der höchste vertikale Fall beträgt 70 Meter.